# Philippe Ier de Heinsberg
Philippe de Heinsberg (né vers 1130 ; † 13 août 1191 dans les environs de Naples) fut, sous le nom de Philippe Ier, archevêque de Cologne et archichancelier de Germanie et d’Italie de 1167 à 1191, puis à partir de 1180 duc de Westphalie et d’Engern. 

## Biographie
Philippe était le fils cadet de Gossuin II de Heinsberg (nl), seigneur de Heinsberg et Falkenburg, et d'Adélaïde de Sommerschenburg, fille du comte palatin Frédéric V de Sommerschenburg. Formé dans les écoles cathédrales de Cologne et de Reims, il devint doyen du chapitre de Cologne et prévôt de Liège. Il fut appelé au poste d'archichancelier à la fin de l'été 1167, puis consacré archevêque de Cologne le 29 septembre 1168. Cette même année il intervint comme diplomate dans le conflit opposant Angleterre et France, qui déboucha sur la paix de Montmirail. Au mois de mai 1169, cherchant à apaiser une querelle entre le burgrave et le vidame de Cologne, Philippe invoque une coutume qui relativise leurs prérogatives et juridictions, et rappelle les libertés octroyées aux bourgeois de Cologne.
Dès son entrée en fonction, il poursuivit la politique hégémonique de son prédécesseur Renaud de Dassel, en se consacrant davantage à l'extension territoriale, consistant à racheter les châteaux de ses vassaux et à les redistribuer comme affermages. Philippe demeurait ainsi vassal de l'empereur, et ses propres vassaux continuaient d'administrer leurs territoires au nom de l'empereur, mais par le rachat des terres et l'affermage, l'autorité de l'archevêque s'était imposée : à la mort de l'empereur, l'unité territoriale de l'archevêché ne dépendrait plus exclusivement du serment de vassalité au nouvel empereur. Barberousse prit ces manœuvres pour une atteinte à son pouvoir et réagit en apportant son appui à la noblesse rhénane opposée à l'archevêque, notamment au comte Henri IV de Luxembourg dans ses prétentions sur le comté de Hainaut. Barberousse élargit les prérogatives commerciales des villes d'Aix-la-Chapelle et de Duisburg pour amoindrir le rayonnement économique de Cologne.
Malgré ces conflits d'intérêts, Philippe Ier de Heinsberg n'en comptait pas moins parmi les plus puissants appuis de l'empereur. Il prit part à plusieurs campagnes militaires en Italie. Pour réunir les fonds d'une de ces campagnes, Philippe n'hésita pas à emprunter 1 000 marcs d'or en 1174 à la ville de Cologne et lui afferma le droit de battre monnaie, sur lequel la ville s'appuya pour émettre le « denier perpétuel »  (Ewiger Pfennig), dont le cours n'était plus sujet aux fluctuations des émissions. Philippe participa en 1176 à la bataille de Legnano, désastre militaire qui se solda par la fin de l'autorité impériale en Italie. Le 19 juin 1178, le pape Alexandre III confirma tous les droits de l'archevêque Philippe Ier.
Philippe prit une part essentielle à la chute du duc de Saxe Henri le Lion, mis au ban de l'Empire. La défaite du duc entraîna, par le décret de Gelnhausen (13 avril 1180) la cession du duché de Westphalie à l'archevêché de Cologne.  
Au cours de l'hiver 1179-1180, les bourgeois de Cologne entreprirent, contre la volonté de l'archevêque, d'ériger des remparts au-delà de l'enceinte d'alors, doublant en gros la superficie de la ville. Philippe de Heinsberg porta l'affaire à la cour de l'empereur Frédéric, laquelle décida le compromis suivant : les bourgeois verseraient une indemnité de 2 000 marcs à l'archevêque en signe d'allégeance à son autorité, et l'archevêque Philippe reconnaîtrait l'extension du périmètre urbain,. Philippe, déjà confronté à d'autres motifs de différends avec l'empereur, préféra se soumettre à ce compromis.   
C'est sous le règne de Philippe que fut confectionnée la Châsse des rois mages de la cathédrale de Cologne, destinée à recueillir les ossements des rois mages et qui est généralement considérée comme la plus grande relique du Moyen Âge. La compilation de récits du XIIIe siècle intitulée De tribus magis relatio rapporte à ce sujet : « Au temps du seigneur archevêque Philippe, qui suivit Rainald, on confectionna pour elle une magnifique châsse en or constellée de précieuses gemmes […] comme tous ceux d'entre nous qui assistaient à sa translation ont pu le constater. »
L'archevêque Philippe consacra en 1180 le monastère ad martyres (Saint-Mechtern (de) d’Ehrenfeld) des Augustins, recevant en échange une donation, une part sur les revenus paroissiaux et la nomination d'un représentant de l'archevêché.
Philippe de Heinsberg, avec la défaite d'Henri le Lion et l'annexion du duché de Westphalie, était devenu le prince le plus puissant du nord de l'Allemagne : à ce titre, il constituait pour Barberousse une nouvelle menace. C'est pourquoi l'empereur crut bon, lors de la Pentecôte de 1184 à Mayence, de lui susciter un rival en élevant Baudouin V de Hainaut au rang de margrave. En réponse, Philippe de Heinsberg entama des négociations avec le pape Urbain III, en conflit avec Barberousse, ainsi qu'avec le roi Knut VI de Danemark, et il apporta son appui aux comtes de Namur-Luxembourg qui élevaient des prétentions sur le comté de Hainaut ; mais c'est en vain qu'il tenta de constituer une opposition à l'empereur parmi les autres archevêques. À la Pentecôte 1187, il retarda l'armée que Barberousse avait envoyée contre le roi de France, mais finalement accepta de se soumettre à l'empereur lors de la Pentecôte 1188. L'archevêque de Cologne accomplit sa dernière ambassade dans la résolution du conflit entre l'empereur Henri VI et Henri le Lion en 1190.

## Mort et obsèques
Philippe mourut d'une maladie mystérieuse au cours du siège de Naples par l'armée impériale à l'été 1191 ; certaines sources évoquent la peste, d'autres la malaria. Ses ossements furent rapportés à Cologne et inhumés le 26 septembre 1191 dans la vieille cathédrale (de). Une fois achevé le chœur de la cathédrale gothique, on y aménagea vers le milieu du XIVe siècle, dans la chapelle de Saint-Maternus, le somptueux tombeau qu'on peut voir aujourd'hui. La sépulture représente l'archevêque en jeune homme, selon les canons gothique de la beauté masculine. La  clôture de la tombe, représentant une muraille médiévale, est un hommage curieux à l’œuvre de fortificateur de ce prince ecclésiastique.